# Kadicsfalva
Kadicsfalva (románulːCădișeni) Székelyudvarhely városrésze, hajdan önálló falu.

## Története
A krónikák szerint 1566-ban a Kadichfalva nevet viselte, ekkor említették először. Az 1600-as évektől van katolikus kápolnája, melynek védőszentje Szent Anna. A hívek 1769-ben kérték, hogy a kápolna leányegyházból plébániai rangra emelkedhesen, ezt a gyulafehérvári püspök 1802-ben hagyta jóvá. Mivel a templom kicsinek bizonyult, 1778–1780-közt építették fel a mai Szent Anna templomot.